# Mesomyia tinleyi
Mesomyia tinleyi är en tvåvingeart som beskrevs av Usher 1965. Mesomyia tinleyi ingår i släktet Mesomyia och familjen bromsar. Inga underarter finns listade i Catalogue of Life.